# Dunira minoralis
Dunira minoralis là một loài bướm đêm trong họ Erebidae.